# Heinrich Hermann Bothen

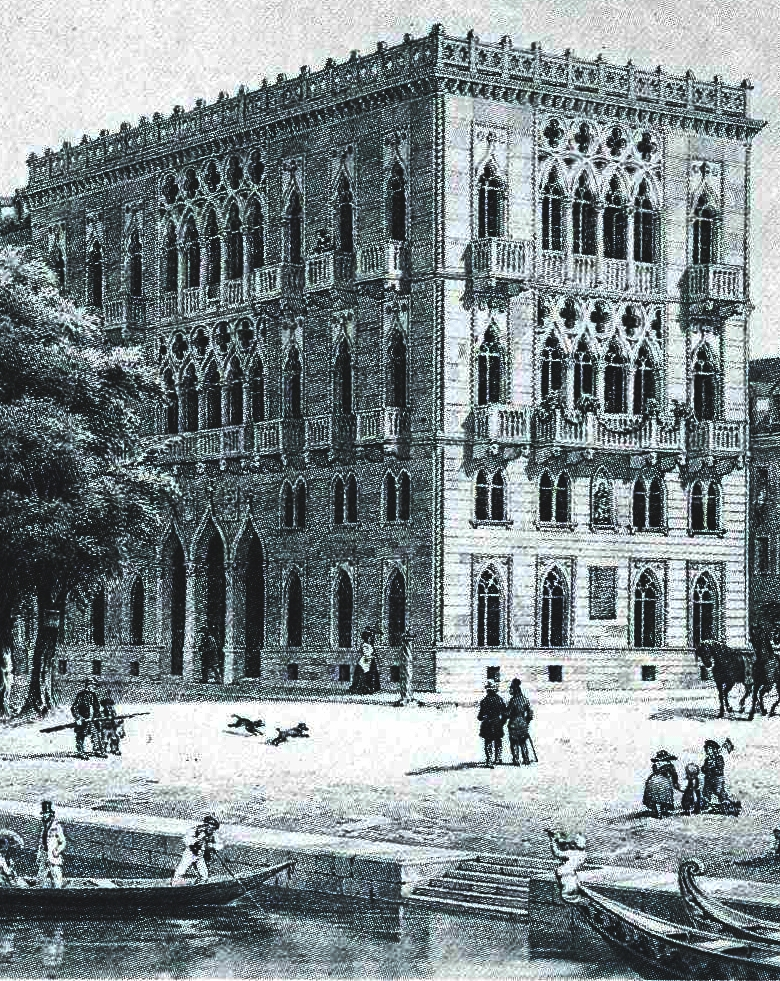
Ehem. Venezianisches Haus in Dresden

Heinrich Hermann Bothen (* 18. April 1814 in Dresden; † 22. September 1878 in Aussersihl) war ein deutscher Architekt sowie Ratsbauinspektor, Stadtbaukommissar und Stadtbaumeister in Dresden. Er war Schüler von Joseph Thürmer und Gottfried Semper und wirkte in Dresden und Zürich.
Im Jahr 1851 baute er das Haus Neumarkt 13 in der Dresdner Altstadt zu einem der ersten Kaufhäuser Deutschlands um. Das sogenannte „Au petit Bazar“ befand sich im Erdgeschoss und im 1. Obergeschoss des Hauses und hatte große Glas- und Schaufensterflächen.
Um 1860 stellte er den ersten Generalbebauungsplan der Stadt Dresden auf.

## Bauten
- 1835: Speisesaal im Palais Hoym in Dresden (zerstört)
- 1841: Villa Thorwald (auch Villa Herrmann genannt) in Loschwitz, Schillerstraße 12
- um 1845: Venezianisches Haus (auch „Gutschmidsches Haus“ genannt) in Dresden, Elbberg / Terrassenufer 3 (Bauherr: Eugen von Gutschmid) (zerstört)
- 1844–1845: Geschäftshaus in Dresden, Seestraße 21 (zerstört)
- 1850–1851: Umbau des Wohnhauses in Dresden, Waisenhausstraße / Seestraße / Friedrichsallee zum Victoria-Hotel (1891 abgebrochen)
- 1851: Umbau des Wohnhauses in Dresden, Neumarkt 13 zum Kaufhaus „Au petit Bazar“ (Bauherr: Joseph Meyer) – 1945 zerstört, Wiederaufbau als Wohn- und Geschäftshaus (Bauherr: Günter Blobel)[4][5][6]
- 1852–1855: Katholische Pfarrkirche St. Franziskus Xaverius an der Hauptstraße in Dresden-Neustadt, Albertplatz 2 (gemeinsam mit Ludwig Theodor Choulant) (zerstört)
- 1876–1877: „Schweizer Hof“ in Zürich-Aussersihl, Militärstrasse 42

## Galerie seiner Bauten

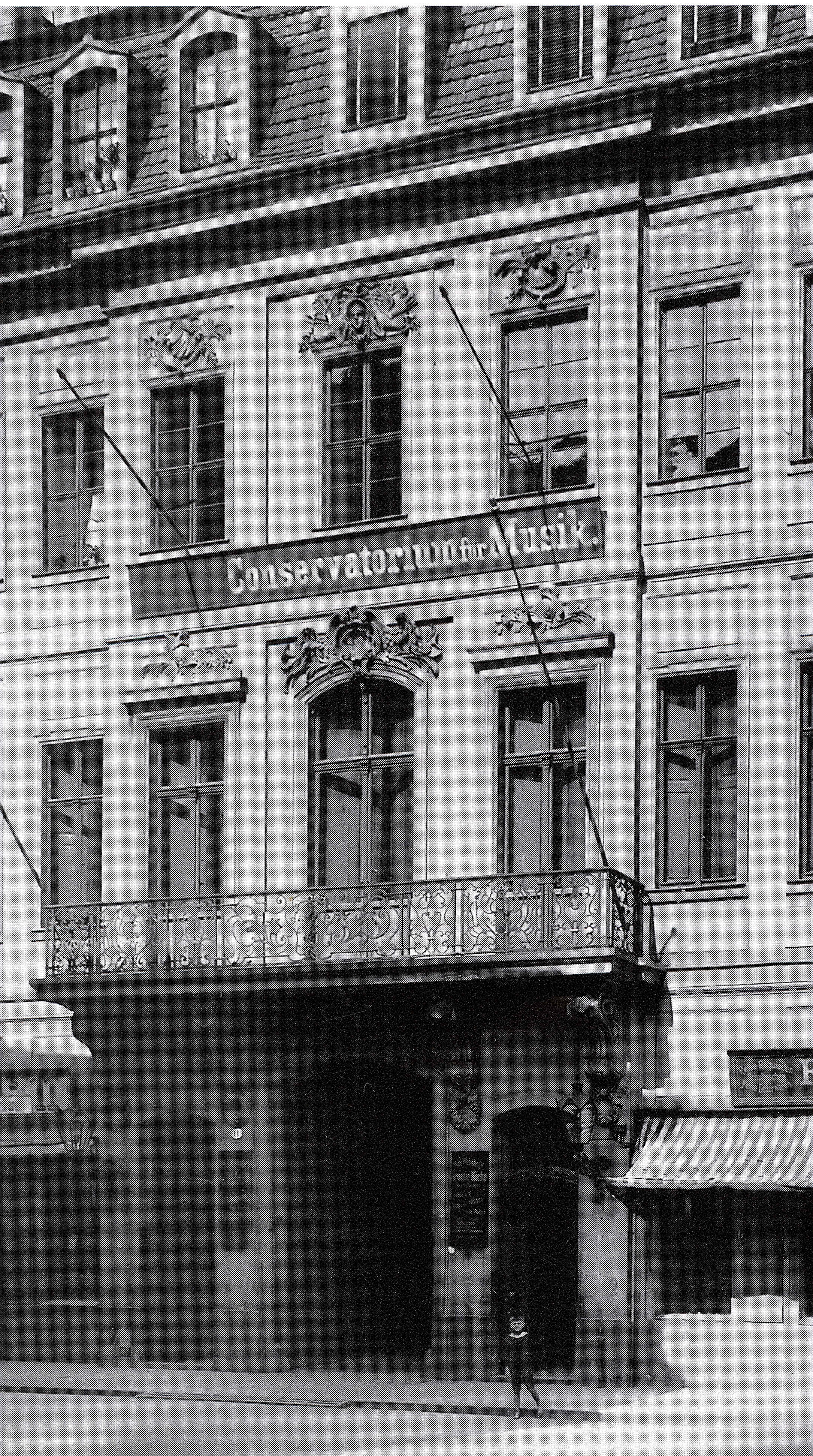
Palais Hoym, Landhausstraße
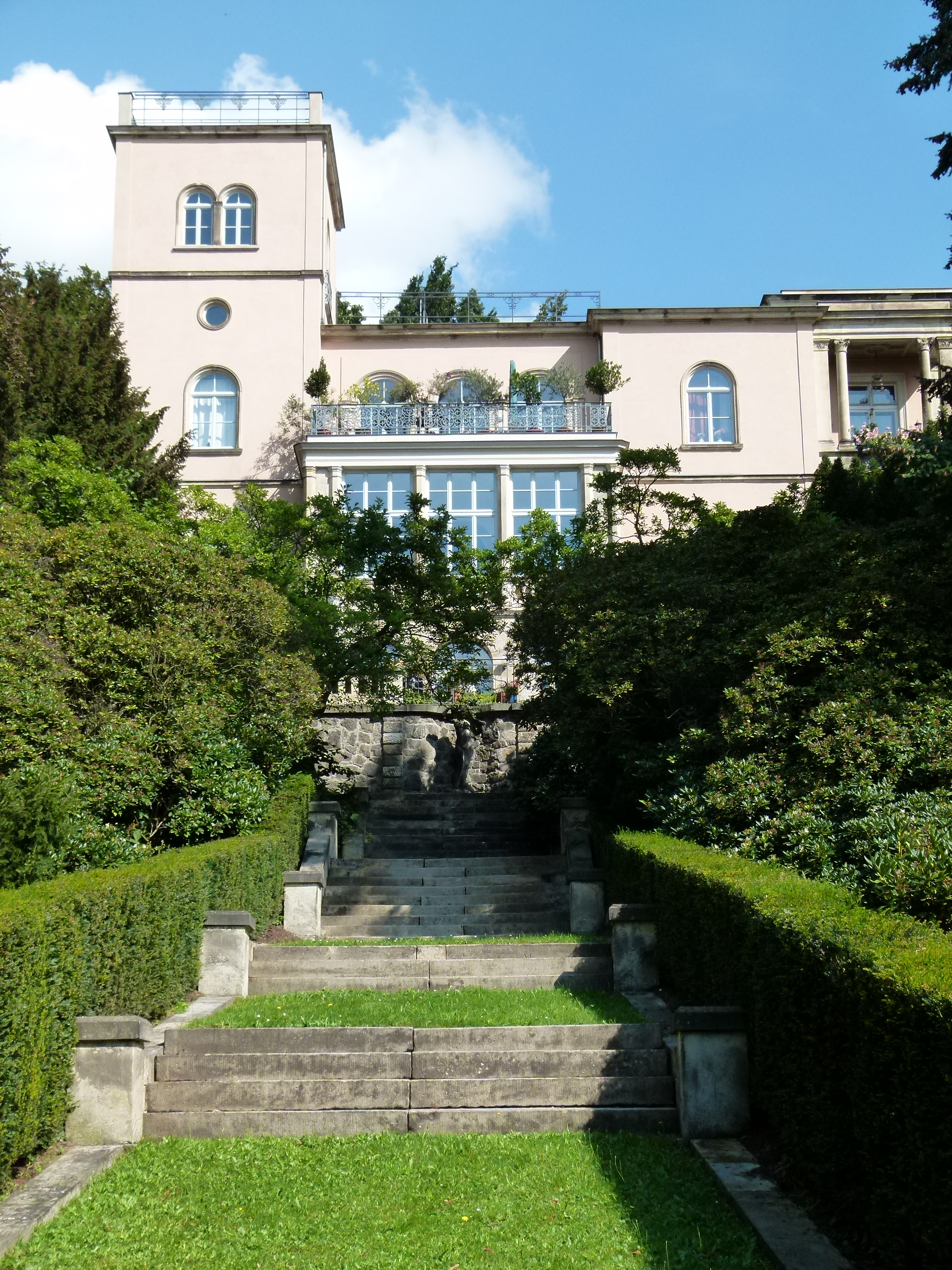
Villa Thorwald in Dresden-Loschwitz
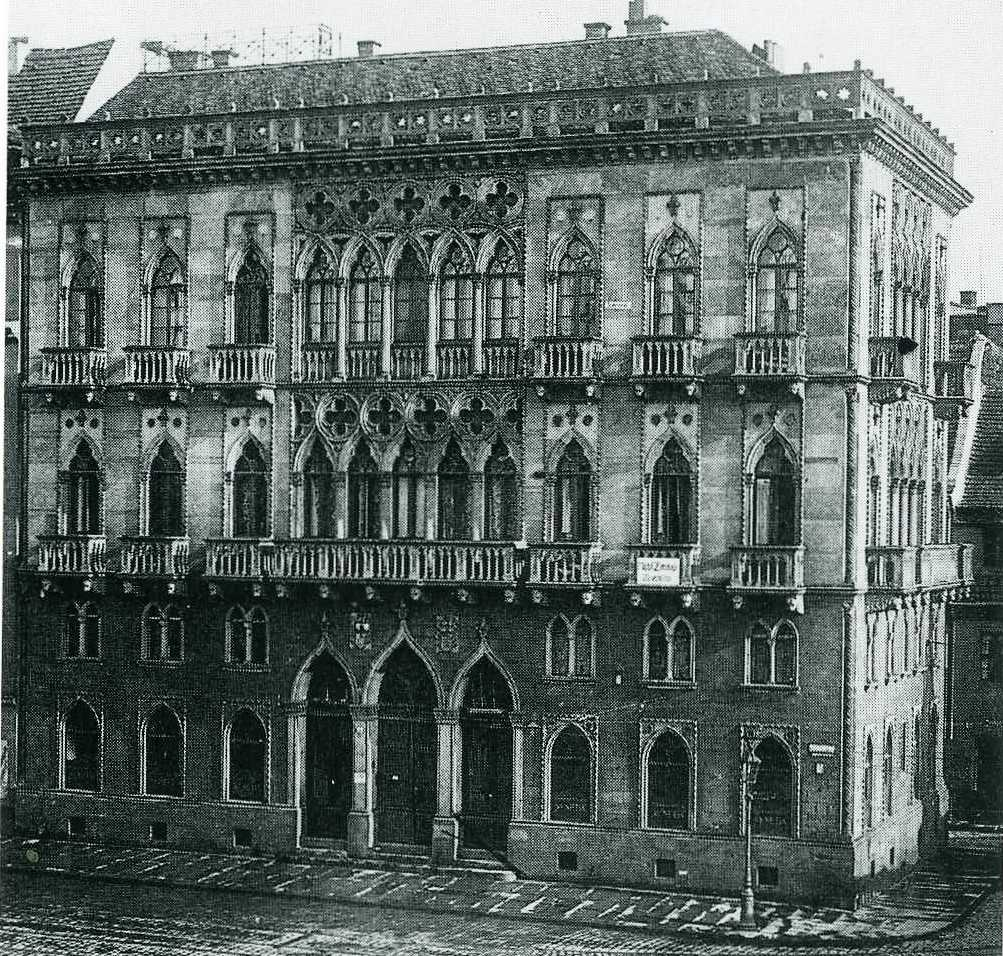
Venezianisches Haus in Dresden (Terrassenufer 3)
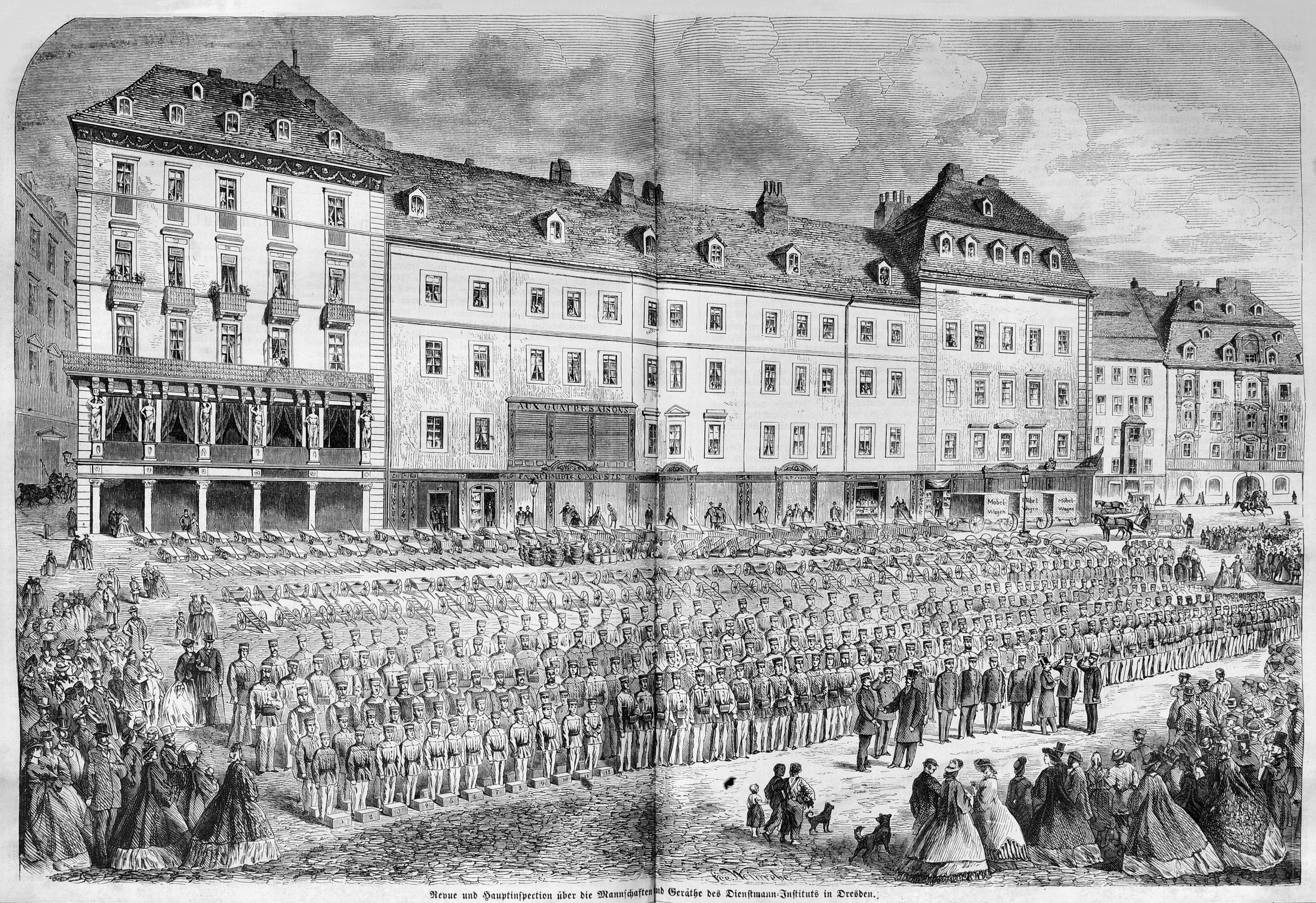
Kaufhaus in Dresden, Neumarkt 13 (links)
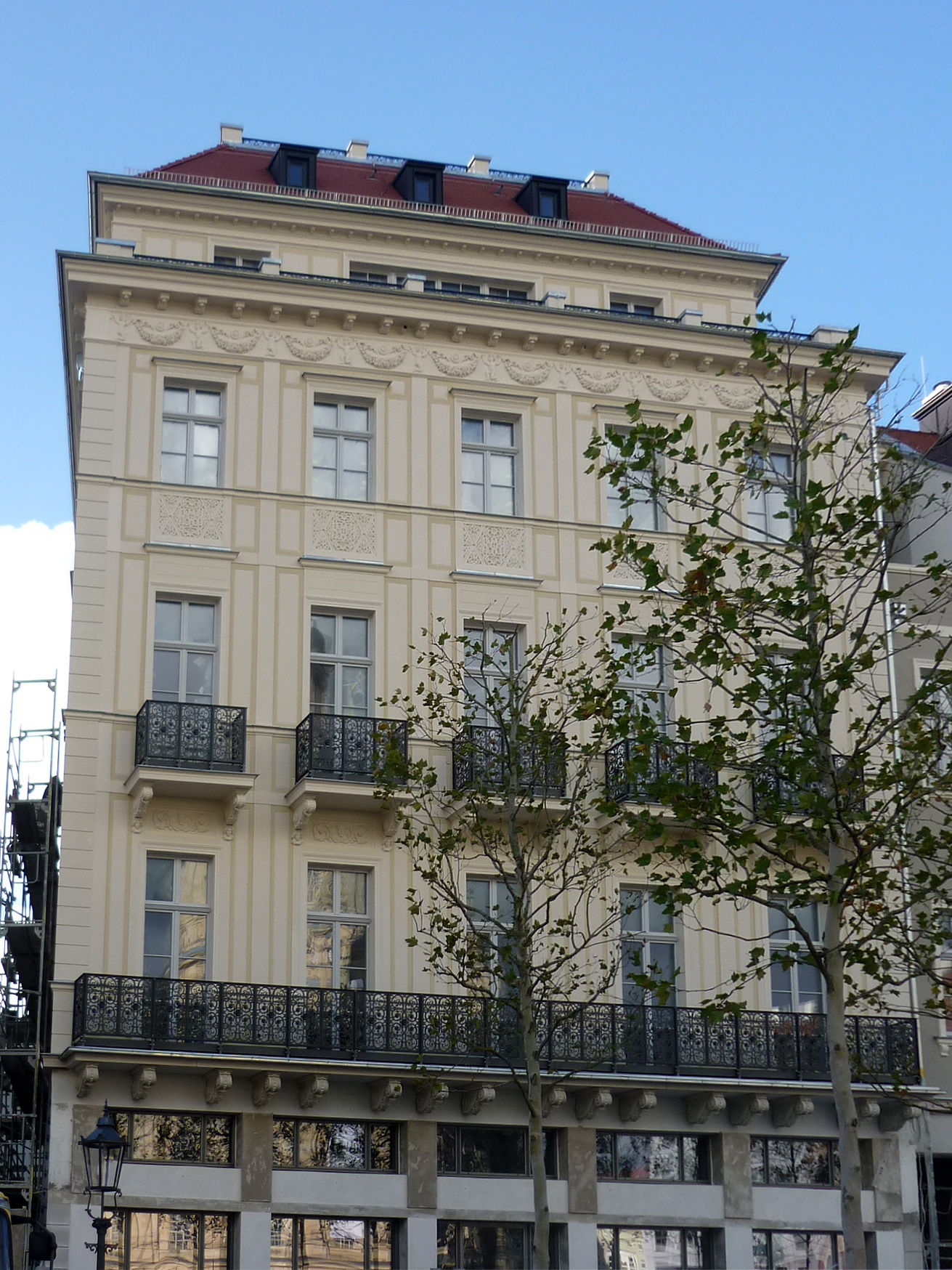
Neubau „Blobel-Haus“, Neumarkt 13 (2018)
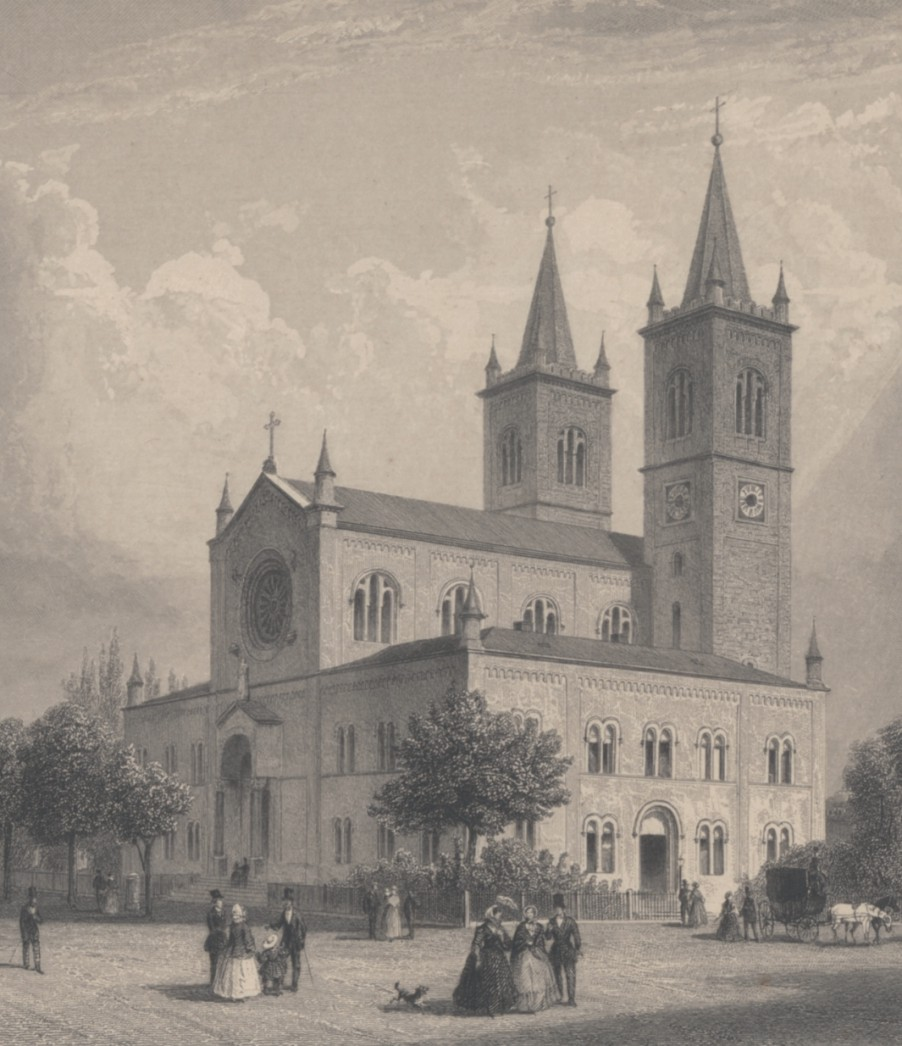
Ehem. Pfarrkirche St. Franziskus Xaverius in Dresden